# Дака
Дака (претходно Dacca; бенг. ঢাকা) главни је и највећи град Бангладеша. Налази се на обалама реке Буриганга у делти Ганга. По подацима из 2022. Дака има око 10 милиона становника, док њено шире подручје има око 22,5 милиона становника, што је чини једном од највећих агломерација на свету. Дака је позната као град џамија и светска престоница рикши, јер њеним улицама свакодневно пролази око 400.000 ових возила. Дака је такође један од најгушће насељених градова на свету.
Подручје Даке је непрекидно насељено више од 1.000 година. Стара Дака је основана у 17. веку као престоница региона Бенгал за време Могулске владавине. У то време је била позната као Џанагиров град и била је светски центар трговине муслином. Модерна Дака се углавном развила под британском влашћу у 19. веку. Након поделе Британске Индије, Дака је постала административни центар Источног Пакистана, да би 1971. постала престоница независног Бангладеша.
Дака је седиште законодавне, извршне и судске власти Бангладеша. Један је од два главна индустријска и трговачка центра државе, заједно са јужним лучким градом Читагонг. Град је седиште неколико невладиних агенција земаља у развоју, укључујући банку Грамен, која је 2006. добила Нобелову награду за мир. Иако има развијену градску инфраструктуру, град пати од хроничних проблема сиромаштва, загађења и пренасељености, због растуће миграције из руралних средина у градове. Часопис Форбс уврстио је Даку на пето место „мегаградова“ са најбржим растом броја становника на свету. Дака представља политички, културни и научни центар државе. Место је где се налазе најпознатија национална обележја, укључујући Jatiyo Sangshad Bhaban, Универзитет у Даки (некад познат под надимком Оксфорд истока), ратни ослободилачки музеј, Национални музеј Бангладеша, Шахид Минар и утврђење Лалбах.

## Етимологија
Реч Dhaka се повезује са именом дака дрвета (лат. Butea monosperma) kоје је некад било врло често у том подручју, док други извори наводе порекло имена од инструмента дак или даки (бенг. ঢাক), великог ударачког инструмента из Јужне Азије којег су наводно користили током церемоније проглашења престолнице 1610. године по наређењу могулског генерала субахдара Ислам кана I. Назив Дака би такође могао да потиче и од Dhakeshwari (скривена божица). Она је 800 година старо божанство Божанске мајке, чији се храм налази у југозападном делу града. Некеи извори наводе да је реч изведена из речи пракритског дијалекта dhaka bhasa или само dhakka, споменутој у древној хроници Рајтарангини као извиђачка или осматрачка станица, или је то заправо Давака споменута у натпису на стубу у Алахабаду као источна граница царства.

## Географија
Дака се налази у централном Бангладешу на координатама 23°40'0" СГШ, 90°22'30" ИГД. Површина града износи 815,8 km². Град је подељен у седам главних дистрикта (тана): Данмонди, Котвали, Мотиџил, Палтан, Рамна, Мохаматпур, Сутарпур, Тејгаон, и четрнаест мањих дистрикта: Гулшан, Лалбаг, Мирпур, Палаби, Сабуџбаг, Дака Кантонмент, Демра, Хазарибаг, Шиампур, Бада, Кафрул, Камрангир чар, Килагаон и Утара. Свеукупно град је подељен на 130 округа и 725 махала. Дистрикт Дака има површину од 1.463,60 km² са 22.5 милиома становника (стање 2022). Граничи са дистриктима Газипур, Тангаил, Муншигањ, Рајбари, Нарајангањ и Маникгањ. Карактеристика околине Даке је равно и влажно земљиште и тропска вегетација. Због близине мора, она је врло подложна плављењу током сезоне монсуна који доносе обилне падавине и циклоне.

### Клима
Дака има врло врућу, мокру и влажну тропску климу. По Кепеновој класификацији климе, Дака има тропску саванску климу. У граду је јасно изражена сезона монсуна, са годишњим просечним температурама од око 25 °C, а месечни просеци варирају између 18 °C у јануару и 32 °C у мају. Око 87% просечних годишњих падавина од 2.123 mm дешава се између маја и октобра. Повећање загађености ваздуха и воде узроковано саобраћајним гужвама и одлагању индустријског отпада је врло озбиљан проблем који утиче на јавно здравље и квалитет живота у Даки. Водене површине и мочварно подручје око Даке суочено је са уништавањем, јер се оне затрпавају да би се добило места за вишеспратне зграде и друго земљиште за изградњу некретнина. Заједно са загађеношћу, ерозија природних станишта прети уништењем великог броја регионалних биљних и животињских врста.

### Паркови и језера
Постоји велики број паркова у граду Дака између осталих парк Рамна, Сухраварђ Удјиан, Шајшу, национални ботанички врт Бангладеша, врт Балда, Чандрима Удан, Гулсхан и зоолошки врт Дака. На територији града постоји и велики број језера као што су језеро „младог месеца“, језеро Данмонди, Баридара-Гулсхан, Банани, Утара Тана и језеро Хатирјхил-Бегунбари.
Хатирјхил-Бегунбари је ново место за рекреацију становника. Хатирјхил обухвата површину од 129 ha (320 acres) и претворен је у место одржавања свечаности и фестивала ноћу и опуштања дању. За реализацију овог пројекта били су ангажовани између осталих одељење за грађевинско инжењерство Универзитета за инжењерство и технологију Бангладеша, бангладешка војска, одељење за путеве и ауто-путеве, локална власт и многи други.

## Историја
Прва насеља у области Даке потичу из седмог века. Том облашћу су владала будистичко краљевство Камарупа и Пала царство пре него што је прошла под контролу династије Сена у 9. веку. Многи верују да је име града настало пошто је краљ Балал Сена изградио храм богиње Дакешвари у дванаестом веку. Сам град се састојао из више централних пијаца као што су Лакшими Базар, Шанкари Базар, Танти Базар, Патуатули, Кумартули, Баниа Нагар и Гоал Нагар. После династије Сена, Даком су владали турски и авганистански гувернери из султаната Делхи пре него што су стигли Могули 1608.
Град је почео значајно да се развија када је проглашен за главни град Бенгала под Могулском влашћу. Први могулски управник града је био Ислам Кан. Он је променио име града у Џанагир Нагар (Џанагиров град) у част Могулског цара Џанагира, међутим ово име је напуштено убрзо после Џанагирове смрти. Град се највише проширио за време Могулског генерала Шаиста Кана. Град је тада мерио 19 са 13 km и имао је скоро милион становника. Град је дошао под контролу Британске Источно Индијске Компаније после битке код Пласија 1765. У овом периоду број становника Даке се драстично смањио због већег значаја Колкате. Модерни систем за снабдевање водом је отворен 1874. а за снабдевање електричном струјом 1878. У близини града је изграђена војна четврт за британске и индијске војнике у близини града.
Током поделе Бенгала 1905. Дака је постала главни град новоосноване државе Источни Бенгал и Асам, али је Бенгал поново уједињен 1911. После поделе Индије 1947. Дака је постала главни град Источног Бенгала као део нове муслиманске државе Пакистан. Град је био сведок насиља у којем је хиљаде људи погинуло. Велики део индијског становништва је напустило град за Индију, док је у град дошло стотине хиљада муслиманских имиграната. Усвајање урду језика за једини званични језик Пакистана довео је 1952. до протеста у којима је полиција пуцала на демонстранте који су демонстрирали. Током педесетих и шездесети захтеви за независност су се ширили међу становништвом.
Циклон Бола је 1970. опустошио регион убивши око 500.000 људи. 26. марта 1971. проглашена је независност Бангладеша, као одговор на то пакистанска војска је покренула операцију која је довела до хапшења, мучења и убиства стотина хиљада људи, углавном Индијаца и бенгалских интелектуалаца. Пад града у руке индијске војске 16. децембра означио је стварање независне државе Бангладеш. После независности популација Даке је брзо расла због миграције сеоског становништва из целог Бангладеша. Град се проширио и створена су нова насеља као што су Гулшан, Банани и Мотиџил.

## Становништво
| 1974.     | 1981.     | 1991.     | 2001.     | 2011.     | 2022.      |
| --------- | --------- | --------- | --------- | --------- | ---------- |
| 1.403.254 | 2.475.710 | 3.612.850 | 5.333.571 | 6.970.105 | 10.278.882 |

Дака (подручја под управом градске администрације) има око 10,2 милиона становника. Процењује се да у ширем градском подручју живи око 22,5 милиона људи (подаци из 2022). Број становника расте за око 3,3% годишње, што је једна од највиших стопа раста међу азијским градовима. Један од главних фактора великог раста броја становника је миграција из руралних подручја, на коју је током шездесетих и седамдесетих година 20. века отпадало око 60% укупног пораста. До пораста броја становника долази и због ширења градских граница. На тај начин су граду припојене територије са више од милион становника током осамдесетих година 20. века. Часопис Далекоисточни привредни преглед процењује да ће у Даки до 2025. живети око 25 милиона становника.
Стопа писмености становништва је такође у порасту. Према процени из 2001. стопа писмености је износила 62,3%, да би до 2011. нарасла на 74,6%, што је знатно више од националног просека од 72%.

### Етничка припадност
Становништво града се састоји од људи из сваког дела Бангладеша. Дака је такође дом великом броју Бихарских избеглица, који су потомци муслимана из Индије који су се 1947. доселили у Источни Пакистан. Популација Бихараца у Даки није тачно одређена, али се процењује да у читавој држави живи око 300,000 говорника језика Урду, који углавном живе у избегличким камповима у Даки, иако власти тај број процењују на око 40,000. Између 15,000 и 20,000 људи из Рохиња, Сантал, Каси, Гаро, Чакма и Манди племена живе у граду.

### Језик
Већина становника (98%) прича бенгалски језик, национални језик Бангладеша. Језик Урду користи 1% популације, углавном Бихарци. Енглески се користи у већем делу популације, углавном за пословне сврхе.

### Религија
Ислам је доминантна религија у граду, коју практикује 19,3, односно 95,7% становништва града. Најбројнији су Сунити, а постоји и мали број Шиита. Хиндуизам практикује око 1,47 милиона људи односно 3,6% популације. 1% популације представљају хришћани и будисти.

## Привреда
Дака је трговачки центар Бангладеша. Куповна моћ средње класе је значајно већа него у остатку земље, што погодује развоју тржишта луксузне робе и робе широке потрошње. У град долази велики број миграната у потрази за послом. Велики број становника је запослен у малим продавницама и тезгама поред пута, затим као улични продавачи, а у граду има и око 400.000 возача рикши. У текстилној индустрији је запослено око 800.000 људи. Стопа незапослености је 19%. Према подацима из 2009, укупни бруто домаћи производ Даке је износио 85 милијарди долара. Са пројектованом годишњом стопом раста од 6,2%, БДП би до 2025. требало да се повећа на 215 милијарди долара. Годишњи доходак по глави становника се процењује на 1.350 долара. Око 34% домаћинстава живи испод границе сиромаштва, укључујући велики број оних који долазе из руралних подручја у потрази за послом. Већина њих преживљава са мање од 5 долара дневно.
Главне трговачке зоне града су Мотијхил, Дилкуша, Палтан, Њу маркет, Шахбаг, Гулшан, Мохакхали, Карван Базар и Фармгејт, док су Тејгаон и Хазарибаг главне индустријске зоне. Башундхара-Баридхара је привредна зона у изградњи у којој ће, када буде завршена, бити смештена високотехнолошка индустрија, корпорације и велики трговачки центри. У граду постоје и две „извозне зоне“, које су успостављене како би подстакле извоз одеће, текстила и друге робе. У овим зонама ради 413 фабрика које запошљавају углавном жене.
У граду се налази берза, као и седишта многих мултинационалних компанија, међународних невладиних агенција, централне банке Бангладеша и Банке Грамен, која је 2006. добила Нобелову награду за мир. Развој града довео је и до грађевинског бума, а изградња високих зграда и облакодера је потпуно изменила изглед панораме града. Економски раст је посебно изражен у областима финансија, банкарства, производње, телекомуникација и у услужним секторима, док туризам, хотели и ресторани и даље имају важну улогу у привреди Даке.

## Управа
Општина Дака основана је 1. аугуста 1864. године и издигнута до статуса заједнице општина 1978. године. Корпорација града Дака је самоуправна корпорација која се бави пословима од значаја за град. Недавно (2011) ова корпорација је подељена на два управна дела: градска корпорација север и градска корпорација југ да би се квалитетније могла позабавити услугама за грађане. На челу ове две корпорације су два управника. Здружена област је подељена на неколико округа од којих сваки има изабраног управника. Образовни одбор Даке је одговоран за управљање свим јавним школама и већим бројем приватних школа са изузетком школа у којима се настава одвија на енглеском језику и медреса. Свим медресама у Бангладешу управља централни одбор, док школе на енглеском имају одвојене образовне и управне структуре.
Метрополска полиција Даке (DMP) је основана 1976. године и тада је запошљавала 6.000 особа распоређених у 12 полицијских станица. Због брзог раста града, број полицајаца је нарастао на 26.661 а број полицијских станица на 49.
Град је подељен на 25 (стање 2011) парламентарне јединице. Две највеће политичке странке су Авами Лега и Бангладешка националистичка странка. У тани Рамна налази се Секретаријат који обухвата већину министарстава владе. Врховни суд Бангладеша и Високи суд Даке такође се налазе у граду. Палата Бангабхабан служила је као резиденција за високе званичнике, прво вицекраља Индије (генерални гувернер Индије), затим гувернера Источног Пакистана, а данас као резиденција Председника Бангладеша. Jatiyo Sangshad Bhaban је зграда коју је пројектовао архитект Луис Кан, и седиште је једнодомног националног парламента. Национална џамија Баитул Мукарам изграђена је по узору на Ћабу у Меки. Други историјски споменици у граду су, између осталих, палата Бара Катра, тврђава Лалбаг, Хосени Далан (првобитно је служила као имамска кућа) и палата Ахсан Манзил. Национална влада је недавно усвојила политику за брзу урбанизацију околних подручја и изван њих уводећи десетогодишње ослобађање од пореза на доходак на све грађевине и установе које се изграде изван града, а све у сврху смањења саобраћајних гужви и пренасељености.

## Саобраћај
Дака је позната као светска пријестолница рикши. Дневно у граду саобраћа око 400.000 рикши. Иако су релативно јефтине и због људског погона сличног бициклу не производе загађење, ришке ипак изазивају саобраћајни хаос и у многим деловима града су забрањене. Јавни аутобуси возе по целом граду, а јавним превозом поред приватних компанија и оператера управља и државна Бангладешка корпорација цестовног саобраћаја (BRTC).

## Партнерски градови
| Држава | Град     | Покрајина / Регион |
| ------ | -------- | ------------------ |
| Кина   | Гуангџоу | Гуандонг           |
| Индија | Колката  | Западни Бенгал     |